# Фијат G.49
Фиат G.49 је италијански једномоторини, једнокрилни авион за обуку (школски авион).

## Пројектовање и развој
Авион G.49 је пројектовао инж.Габријели (Giuseppe Gabrielli) као замена за амерички Т-6 Т-6 напредни тренажер из доба Другог светског рата и први пут је полетео у септембру 1952. G.49 је био потпуно метални нискокрилни конзолни моноплан са увлачећим стајним трапом и репним точком. Имао је затворени кокпит са подигнутом надстрешницом за ученика и инструктора у тандему. Направљене су три варијанте са различитим моторима.

## Технички опис
Труп авиона је био округлог попречног пресека. Носећа конструкција авиона је била монокок, сет рамова направљених од дуралуминијума међусобно су повезани уздужним укрућењима а алуминијумска облога је била закивцима причвршћена за уздужна укрућења и попречне рамове. Носач мотора је био направљен од заварених челичних цеви високе чврстоће. Пилот и инструктор су седели у затвореном кокпиту испод клизног прозирног поклопца. Команде за управљање авионом су удвојене и биле су комбинација полужних система и челичних ужади са ужетњачама.
Овај авион је био опремљен са радијалним мотором који се налазио на кљуну трупа авиона. На вратилу мотора је била двокрака метална елиса са фиксним кораком. Мотор је био постављен на челичне носаче и обложени алуминијумским лимом. Сви мотори који су уграђивани у овај авион су били једнострука звезда ваздухом хлађени са НАЦА прстеном. На моделе овог авиона су уграђивани следећи мотори: Alvis Leonides 502/4 Mk 24 од 410 kW (550 KS); Pratt & Whitney R-1340-S3H1 Wasp од 450 kW (600 KS) и I.Ae. 19R El Indio од 466 kW (625 KS).
Крила су била трапезастог облика са две рамењаче направљена од легура лаких метала са облогом од алуминијумског лима причвршћеног за носећу конструкцију помоћу закивака. У крилним шупљинама између рамењача налазили су се резервоари за гориво. Она су била опремљена крилцима за управљане, чија је конструкција била метална а облога од алуминијумскох лима. Закрилца су била потпуно метална са хидрауличним системом управљања.
Реп авиона се састоји од једног вертикалног стабилизатора и кормила правца и два хоризонтална стабилизатора са кормилима дубине. Носеће конструкције репа су металне а облога од алуминијумског лима причвршћена закивцима. Управљачке површине кормило правца и кормило дубине су металне конструкције обложене такође алуминијумским лимом.
Авион је имао класичан стајни трап две главне ноге са точковима напред и један трећи точак под репом авиона. Главне ноге стајног трапа су биле причвршћене за крила а увлачиле су се према трупу. Увлачење стајног трапа је било хидрауличним путем. Точкови су били са нископритисним гумама и хидрауличним диск кочницама. Трећи точак који је под репом авиона у току лета се увлачио у труп авиона.

## Верзије
- G.49-1 - Верзија са мотором Alvis Leonides 502/4 Mk 24 од 410 kW (550 KS).
- G.49-2 - Верзија са мотором Pratt & Whitney R-1340-S3H1 Wasp од 450 kW (600 KS).
- G.49-3 - Верзија са мотором  I.Ae. 19R El Indio од 466 kW (625 KS).

## Оперативно коришћење
Произведена су само три авиона G.49 и то прототипа. Италијанско ваздухопловство је узело прототип са Pratt & Whitney мотором и упутила га у Одељење за експерименталне летове где се тестирају сви прототипови авиона. Без обзира на резултате теста, ваздухопловство је купило америчке авионе Т-6 јер су из ратних вишкова нуђени за багателну цену, тако да овај авион није могао да издржи ту конкуренцију.
Овај авион је после тестирања дуго стајао у хангару, затим враћен у Торино и на крају завршио у музеју Виња ди Вале.

### Сачувани примерци
Једини сачувани примерак, од ових авиона G.49-2, чува се у Музеју војног ваздухопловства (Museo Storico) у Виња ди Вале, близу Рима.

## Земље које су користиле авион
- Италија